# The Good Night
The Good Night è un film del 2007 scritto e diretto da Jake Paltrow, al suo primo film. Il cast del film comprende la sorella del regista Gwyneth Paltrow, Martin Freeman, Penélope Cruz e Danny DeVito.
Il film è stato presentato al Sundance Film Festival del 2007.

## Trama
La vita di Gary è totalmente in crisi, sono lontani tempi in cui era noto chitarrista di successo, ormai è costretto a comporre banali melodie per spot pubblicitari; come se non bastasse la vita matrimoniale con la moglie Dora è in bilico ed è costretto ad assistere alla brillante carriera dell'amico Paul. La vita di Gary cambia quando incontra la bella e sensuale Anna, la donna perfetta dei suoi sogni, peccato che solamente nei propri sogni possa incontrarla.